# Nitropenta
Nitropenta (PETN, Pentrit, Pentaerythrityltetranitrat) ist ein Sprengstoff und Arzneistoff. Analog zu Nitroglycerin ist die Substanz im chemischen Sinn keine Nitroverbindung, sondern ein Nitrat, also ein Ester der Salpetersäure.

## Geschichte
Bernhard Tollens und P. Wigand gelang 1891 die Synthese von Pentaerythrit durch alkalische Kondensation von Acetaldehyd und Formaldehyd. Nitropenta wurde durch anschließende Veresterung mit Salpetersäure (Nitrierung) 1894 durch die  Rheinisch-Westfälische Sprengstoff AG (Köln) hergestellt und erstmals von Thieme als Zusatz zu rauchschwachen Pulvern empfohlen. Die Verwendung von Nitropenta in Zündverstärkern wurde bereits 1912 von Claessen zum Patent angemeldet, aber erst nach dem Ersten Weltkrieg zunehmend im zivilen und militärischen Bereich eingesetzt.

## Darstellung
Die technische Darstellung erfolgt durch Eintragen von Pentaerythrit in konzentrierte Salpetersäure.

## Eigenschaften

### Physikalisch-chemische Eigenschaften
Nitropenta tritt in zwei polymorphen Formen als farblose Kristalle auf, dem gebräuchlichen tetragonalen PETN-I (α-PETN) und dem orthorhombischen PETN-II (β-PETN), in das PETN-I bei 130 °C übergeht. Die Dichte liegt bei 1,778 (22 °C, PETN-I) bzw. 1,716 (136 °C, PETN-II). Nitropenta ist unlöslich in Wasser, wenig löslich in Ethanol, Diethylether und Benzol, aber gut löslich in Aceton und Methylacetat.

### Explosionskenngrößen
Nitropenta zählt zu den leistungsstarken, hochbrisanten und zudem relativ unempfindlichen sowie chemisch sehr stabilen Sprengstoffen. Wichtige Explosionskennzahlen sind:
- Explosionswärme: 6311 kJ·kg−1 (H2O (l)), 5856 kJ·kg−1 (H2O (g))[4]
- Detonationsgeschwindigkeit: 8400 m·s−1 bei der Maximaldichte[4]
- Normalgasvolumen: 823 l·kg−1[4]
- Spezifische Energie: 1204 kJ·kg−1[4]
- Verpuffungspunkt: 202–205 °C[4]
- Bleiblockausbauchung: 52,3 cm3·g−1[4]
- Schlagempfindlichkeit: 3 J[4]
- Reibempfindlichkeit: 60 N Stiftbelastung[4]
- Stahlhülsentest: Grenzdurchmesser 6 mm[4]

## Verwendung

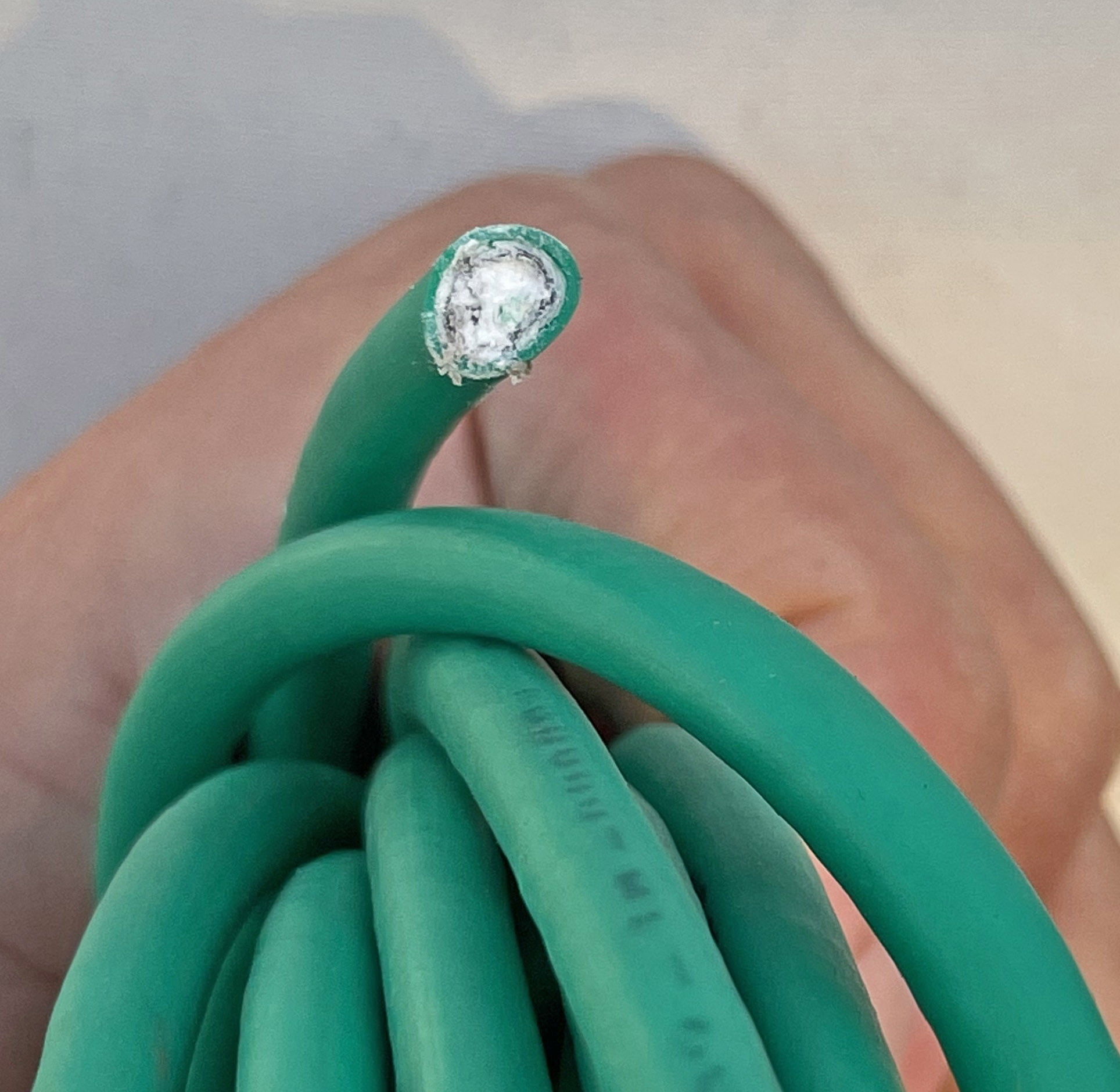
Sprengschnur mit 12 Gramm/Meter kristallinem PETN

### Explosivstoff
Etwa ab 1926 war eine technische Anwendung durch großtechnische Produktion des Ausgangsstoffes Pentaerythrit möglich. Es begann die Verwendung als Bestandteil von Sprengkapseln, -schnüren und als hochbrisante Geschossfüllungen in Kombination mit TNT als Pentolit in kleineren Kalibern. Heute werden Nitropenta-Sprengschnüre im gewerblichen Bereich eingesetzt. Militärische Anwendungen nutzen den Stoff heute vor allem als Verstärkungs- und Übertragungladungen zwischen Initialsprengstoff und Hauptladung. In Verbindung mit Plastifizierungsmitteln, oft Silikonölen, wird Nitropenta als Plastiksprengstoff, beispielsweise unter dem Namen Semtex, eingesetzt oder mit Phlegmatisierungsmitteln wie Wachs zu Ladungen für Handgranaten verarbeitet. So taucht er unter anderem in der Handgranate der Deutschen Bundeswehr, der DM51, auf.
In den Jahren 2009/2010 setzten Terroristen Nitropenta beim Bau von Sprengsätzen ein.
Im Jahr 2024 führten Batterien in Pagern der Firma Gold Apollo, welche von der Firma BAC Consulting gefertigt und mit Nitropenta versetzt worden waren,  am 17. und 18. September 2024 durch eine verschickte Nachricht zu Explosionen von Pagern und Walkie-Talkies der Hisbollah.

### Medizinischer Wirkstoff
In der Medizin wird Nitropenta unter dem Namen „Pentalong“ als gefäßerweiterndes Medikament bei Angina pectoris eingesetzt, analog zu Glycerintrinitrat. Produktionsbedingt erhält man bei der Herstellung ein Gemisch aus Pentaerythrimono-, -di-, -tri- und -tetranitrat. Studien an Ratten hatten Hinweise ergeben, dass durch PETN keine Toleranzen im Körper entwickelt werden. Allerdings existieren keine randomisierten, kontrollierten Studien, die für Pentaerythrityltetranitrat einen Vorteil bezüglich der Toleranzentwicklung beim Menschen zeigen. Auch das bei pektanginösen Beschwerden und Unruhezuständen verordnete Medikament Reoxyl-S enthielt neben Reoxyl (Hexobendin) und Phenobarbital den Nitrokörper PETN.
Stand 2016: „Daraufhin hat das BfArM dem Langzeitnitrat jetzt die Nachzulassung erteilt – mit Wirkung zum 29. Juli 2016. Somit ist Pentalong® 50 mg nicht mehr länger fiktiv, sondern regulär zugelassen. Damit unterliegen die Tabletten auch ab sofort wieder der Leistungspflicht der gesetzlichen Krankenversicherung.“ (Zitat Deutsche Apothekerzeitung online).
Die Wirkung von PETN, insbesondere auf das Blutgefäßsystem, ist auch weiterhin Gegenstand wissenschaftlicher Untersuchungen. So konnte in einer von 2017 bis 2020 durchgeführten, multizentrischen, randomisierten, doppelblinden und Placebo-kontrollierten Studie gezeigt werden, dass PETN das Risiko für Frühgeburten und Bluthochdruck in der Schwangerschaft senkt. Darüber hinaus wurde der Nachweis erbracht, dass die Anwendung von PETN auch in der Schwangerschaft gefahrlos möglich ist. Zudem gab es Hinweise darauf, allerdings ohne statistische Signifikanz, dass PETN auch eine fetale Wachstumsverzögerung positiv beeinflussen kann.

## Rechtliche Hinweise
Umgang, Verkehr und Einfuhr von PETN unterliegen in Deutschland dem Sprengstoffgesetz. Der Stoff wird in der Anlage II in die Stoffgruppe A eingeteilt.

## Verwandte Sprengstoffe
Chemisch ähnlich aufgebaute Sprengstoffe, die aus einem mit Salpetersäure veresterten mehrwertigen Alkohol bestehen, sind beispielsweise:
- Erythritoltetranitrat (ETN)
- Nitroglycerin (NGL)
- Nitrocellulose (NC)
- Mannitolhexanitrat (MHN)
- Pentaerythrittrinitrat (Petrin)

## Handelsnamen
Monopräparate:
Pentalong (D)